# Smygen
Smygen este o arie protejată (arie specială de conservare — SAC, sit de importanță comunitară — SCI) din Suedia întinsă pe o suprafață de 22,8 ha, integral pe uscat.

## Localizare
Centrul sitului Smygen este situat la coordonatele 56°09′37″N 15°07′18″E / 56.1603°N 15.1217°E.

## Înființare
Situl Smygen a fost declarat sit de importanță comunitară în iulie 2000 pentru a proteja un număr necunoscut de specii din flora spontană și fauna sălbatică aflate în arealul zonei. Situl a fost protejat și ca arie specială de conservare în martie 2011.

## Biodiversitate
Situată în ecoregiunile continentală și marină baltică, aria protejată conține 4 habitate naturale: Formațiuni de Juniperus communis pe lande sau pajiști calcaroase, Păduri de fag Luzulo-Fagetum, Pășuni din zone de pădure fino-scandinave, Pășuni de coastă din Baltica boreală.
La baza desemnării sitului se află un număr nedeclarat de specii protejate.